# مارسيلو دي سوزا راموس
مارسيلو دي سوزا راموس هو لاعب كرة قدم برازيلي في مركز الوسط، ولد في 25 فبراير 1978. لعب مع أتلتيكو باراناينسي.